# 教授与疯子
，2019年美國與愛爾蘭合拍的传记剧情片，由法尔哈德·撒夫尼亚执导，撒夫尼亚和托德·考马尔尼基编剧，改编自1998年著作《教授与疯子》。影片由梅尔·吉布森、西恩·潘、娜塔莉·多莫、埃迪·马森、詹妮弗·艾莉、杰瑞米·欧文、大卫·奥哈拉、艾恩·古福特、斯蒂芬·迪兰和史蒂夫·库根联合出演。

## 剧情
影片主角之一是于1879年开始编撰《牛津英语词典》并主导编委会的詹姆斯·穆雷，另一位是布罗德莫精神病院接受治疗时递交了1万个词条的医生威廉·切斯特·米诺。

## 演员
- 梅尔·吉布森 饰 詹姆斯·穆雷
- 西恩·潘 饰 威廉·切斯特·米諾医生
- 娜塔莉·多莫 饰 伊丽莎·梅雷特（Eliza Merrett）
- 埃迪·馬森 饰 曼西（Muncie）
- 詹妮弗·艾莉 饰 阿达·穆雷（Ada Murray）
- 杰瑞米·欧文 饰 查尔斯·霍尔（Charles Hall）
- 大衛·奧哈拉 饰 彻奇（Church）
- 艾恩·古福特 饰 亨利·布拉德利
- 布倫丹·派翠克 饰 溫斯頓·邱吉爾
- 斯蒂芬·迪蘭 饰 理查德·布雷恩博士（Dr. Richard Brayne）
- 史提夫·庫根 饰 弗雷德里克·詹姆斯·弗尼瓦尔（英语：Frederick James Furnivall）
- 勞倫斯·福克斯 饰 菲利普·利特尔顿·盖尔（英语：Philip Lyttelton Gell）
- 艾丹·麦卡德（英语：Aidan McArdle） 饰 辩护律师克拉克（Defense Attorney Clarke）
- 亚当·弗格斯（英语：Adam Fergus） 饰 阿尔弗雷德·米诺（Alfred Minor）
- 安东尼·安德鲁斯（英语：Anthony Andrews） 饰 本杰明·乔维特（英语：Benjamin Jowett）
- 拉尔斯·布格曼（英语：Lars Brygmann） 饰 馬克斯·繆勒

## 制作
影片于2016年正式投拍前，梅尔·吉布森历经20年时间改编《教授与疯子》。吉布森原想执导电影，但后来雇佣了之前和他在电影《启示》中合作过的法尔哈德·撒夫尼亚担任导演，而他则饰演主角詹姆斯·穆雷。2016年8月，西恩·潘就饰演电影主角威廉·切斯特·米诺进入初步谈判。8月，娜塔莉·多莫加盟剧组，9月艾恩·古福特加入。
影片于2016年9月在都柏林开拍，剧照11月公布，斯蒂芬·迪兰、劳伦斯·福克斯和詹妮弗·艾莉现身剧组。
不过，影片在制作期间也出现了一些法律问题。2017年7月，吉布森的电影公司艾肯影业起诉垂直影业过渡控制影片制作的某些概念，指他们拒绝了成片剪辑的特权，而是要求在牛津在多拍五天的戏。2018年6月19日，洛杉矶县高等法院法官鲁斯·关（Ruth Kwan）作出判决，否认了吉布森方作即决判决的动议。随后于2019年4月，双方就多项诉讼达成秘密和解，吉布森和撒夫尼亚随后发表联合声明，表示项目背离他们本来的想法，称沃尔太奇影业发行的版本“非常令人失望”。之后影片的宣传活动他们都没有参加，撒夫尼亚不承认自己在电影中的导演和编剧工作，制作人员名单给出了他的花名“P. B. Shemran”。

## 发行
2019年3月和4月，影片在美国海外地区发行。垂直娱乐夺得美国地区发行权后，影片于2019年5月10日在美国影院和点播平台上映，但上映银幕数量和国内票房数据未有公布。
汇总媒体烂番茄评论17条，新鲜度41%，平均分5.38/10。Metacritic评论4条，平均分仅25/100，表示“口碑普遍较差”。RogerEbert.com的尼克·艾伦（Nick Allen）打出1.5星（满分4星），认为“这是烂片史上最新一次惨败”，“主演吉布森和佩恩的存在给项目带来闷闷不乐的感觉”。《综艺》的杰伊·魏斯伯格（Jay Weissberg）：“对于那些已经预料到这种稀奇、一波三折的变数的人们来说，好消息是吉布森状态还不错，其他东西都不在线。”